# أماديو كاريزو
أماديو كاريزو (بالإسبانية: Amadeo Carrizo) (مواليد 12 يونيو 1926) هو لاعب كرة قدم. يلعب مع منتخب الأرجنتين لكرة القدم. سبق له أن لعب في كأس العالم لكرة القدم مع منتخب بلاده.

## روابط خارجية
- أماديو كاريزو على موقع الاتحاد الدولي (مؤرشف)  (الإنجليزية)
- أماديو كاريزو على موقع قاعدة بيانات كرة القدم.إي يو (الإنجليزية)
- أماديو كاريزو على موقع ناشيونال فوتبول تيمز (الإنجليزية)
- أماديو كاريزو على موقع Soccerway.com (الإنجليزية)